# 啤酒推銷員

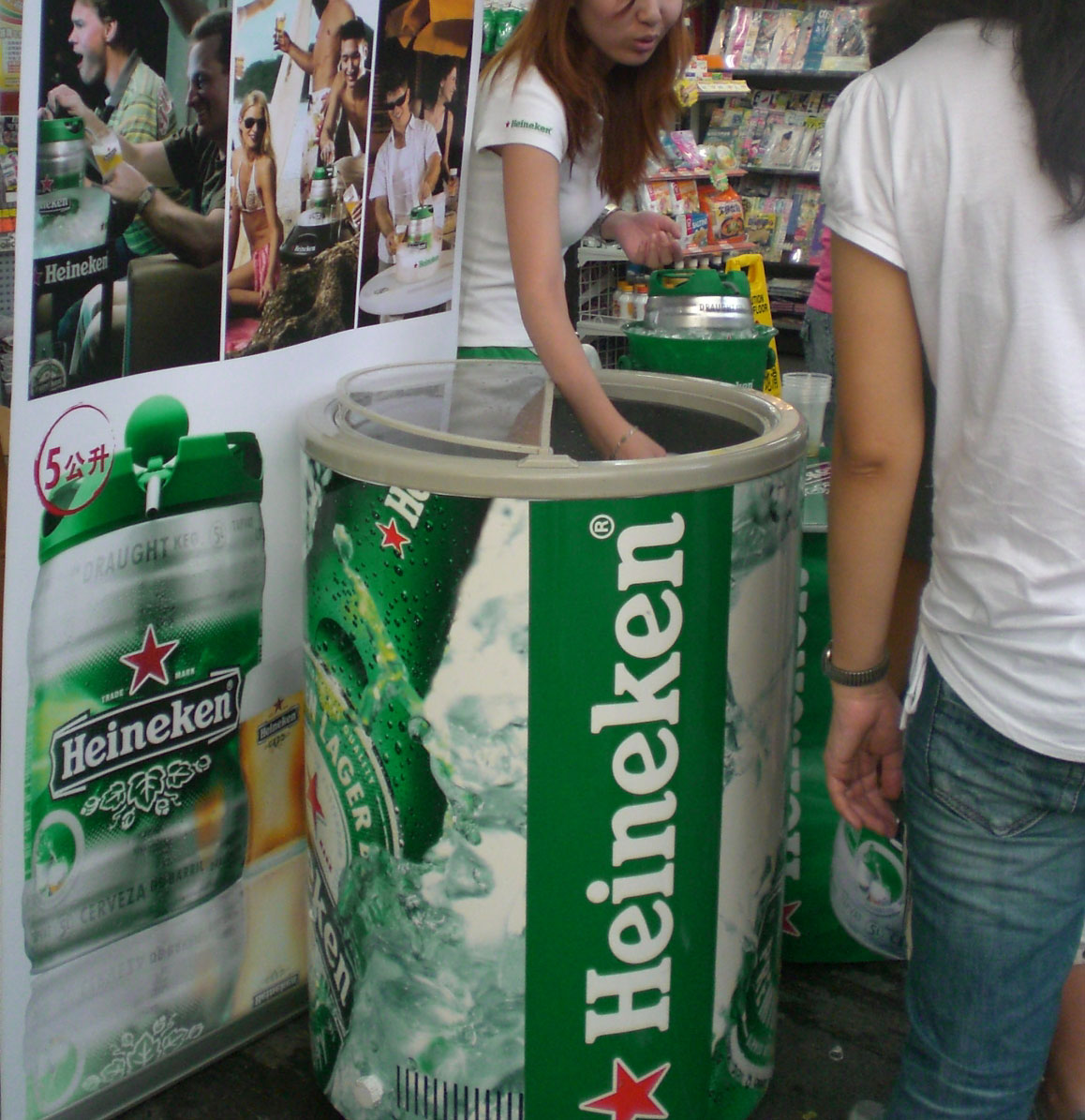
啤酒女郎在工作

酒品推銷員，速銷女郎的一種，是在酒樓、酒吧等食肆現場負責推銷酒類的推銷員，從業員多為年輕女性，所以又俗稱啤酒女郎、啤酒妹、酒促（即酒類促銷小姐），是牌子啤酒供應商的前線職員。各國的飲酒文化不同，造就各地的酒促工作情況有所差異。有的酒品推銷員的佣金收入源自酒類銷量，所以要有推銷技巧。因酒類推銷員身兼品牌大使的責任，大部分的酒類公司都會禁止其有任何影響品牌形象的行為。

## 台灣的酒促文化

### 起源
1987年之前，台灣實施菸酒專賣制度，由台灣啤酒獨佔佔市場。專賣制度結束之後，又於2002年加入世界貿易組織與實施菸酒稅法，各國酒類品牌進入開放市場，競爭激烈迫使酒商進行各式促銷手法，酒促便是其中之一。現今尚未有酒促確切出現時間的證據或研究，但目前發現最早的酒促報導為1992年，記載有酒商派駐年輕女性於酒廊、俱樂部、鋼琴酒吧或小酒館，半年後竟有4倍的成長業績。

### 雇傭關係與工作環境
酒促屬於派遣勞工，由酒類代理商自行招訓或委託公關公司招募、培訓。工作時須著品牌制服，依照排班服務於各大場所，現今海產熱炒店、飯店、餐廳、居酒屋、釣蝦場、KTV或酒吧都有可能是酒促的工作場所。營業場所多在夜間，所以他們多在夜間到凌晨時上班。也可能於白天在賣場、喜宴、酒商活動服務為了推銷成功，她們時常要替客人拿冰塊、端小菜、聊天，此外被禁止坐下、飲食，或和客人喝酒甚至有任何舉杯動作。

## 形象
由於酒品推銷員的制服設計較為性感（例如迷你裙），有些人會誤會她們從事色情工作，事實上這種職業沒有色情成份。然而她們的工作地點經常是品流複雜的娛樂場所，容易受到性騷擾，又是一類前線服務業從業員，工作壓力不輕。